# Copa Constitució 2004
La Copa Constitució 2004 és la 12a edició de la Copa d'Andorra de futbol.

## Primera ronda
La disputen equips de la Segona divisió d'Andorra.
- CE Principat B 5-2 UE Extremenya
- FC Santa Coloma B 2-1 Casa Estrella del Benfica
- Sporting d'Escaldes 3-2 FC Lusitans B
- Atlètic d'Escaldes 0-1 Deportiva La Massana

## Segona ronda
S'incorporen els quatre darrers classificats a la Primera Divisió.
- CE Principat B 4-5 UE Engordany
- Deportiva La Massana 2-3 FC Lusitans
- Sporting d'Escaldes 0-16 CE Principat
- FC Santa Coloma B 1-6 Inter Club d'Escaldes

## Quarts de final
S'incorporen els quatre primers classificats a la Primera Divisió.
- UE Engordany 0-8 FC Rànger's
- FC Lusitans 1-3 FC Santa Coloma
- Inter Club d'Escaldes 1-2 UE Sant Julià
- CE Principat 5-2 FC Encamp

## Semifinals
- FC Rànger's 1-2 FC Santa Coloma
- CE Principat 1-3 UE Sant Julià

## Final
| FC Santa Coloma | 1-0 | UE Sant Julià |
| --------------- | --- | ------------- |
|                 |     |               |

 Camp d'Esports d'Aixovall
(Sant Julià de Lòria)        